# Историја Сједињених Америчких Држава
Историја Сједињених Америчких Држава се дели у неколико периода, при чему се као међаши узимају неки од најважнијих догађаја. Најчешћа је подела на претколумбовски период - који покрива време све до доласка првих европских истраживача и колониста у Северну Америку - а иза кога следи колонијални период - којим се покрива време од доласка колониста до стварања самих САД 1776. године. историја у ужем смислу се најчешће дели на периоде који се тичу следећих догађаја - доношење Устава САД којим су САД постале федерација, односно држава у правом смислу речи; завршетак америчко-мексичког рата којим су етаблиране њене границе; завршетак грађанског рата којим су САД постале модерна индустријска сила; Први светски рат којим су САД постале светска сила; Други светски рат којим су постали суперсила, те Хладни рат након кога су САД постале једина суперсила. Период Хладног рата се понекад дели на периоде пре и после атентата на председника Кенедија, односно пре и после Реганове револуције.

## Пред-колонијална Америка
Подручје данашњих САД је било ненастањено све до последњег леденог доба када се због ниже нивои мора створио Берингов копнени мост. Тада су - према неким изворима од пре 20.000 година - преко њега групе ловаца-сакупљача из Азијске Русије поступно прешле у Аљаску и наставиле се ширити на југ кроз Северну, Централну и Јужну Америку.
О доласку тих људи у Америку и њиховом начину живота се врло мало зна, јер је остало релативно мало археолошких доказа, многи од којих су нестали када је престало ледено доба, отопили се ледници и порасла нивоа мора, потопивши делове копна с доказима њиховог присуства. Потомци првих досељеника у Америку су данас познали познати под називом Индијанци, односно амерички домороци. Све до краја 1400-их они нису имали никаквих документираних контаката с културама и народима из других крајева света, те су се развијали самостално.
Амерички Индијанци су углавном живели као ловци-сакупљачи, али су се с временом развиле и неке сједилачке културе, а у источном делу данашњих САД се око 2500. п. н. е. развила пољопривреда темељена на доместикацији сунцокрета. Касније се на територију данашњих САД из Мексика почео ширити кукуруз.
Упркос постојању пољопривреде, па и неких насеља која би се могла назвати примитивним градовима, на територији САД се међу домороцима, за разлику од Мезоамерике, нису развиле цивилизације и државе.

## Колонијална Америка
Након периода открића од стране разних европских морепловаца од краја 15. до 17. века, државе као што су Шпанија, Португал, Холандија, Енглеска, Француска и Шведска су почеле установљавати колоније у Новом свету. Први Европљанин који је ступио на тло данашњих САД био је Кристифор Колумбо када се 1492. искрцао на Сан Салвадор. С Европљанима су у Америку дошли коњи, говеда и свиње које ће у потпуности изменити еколошку и економску равнотежу Новог света.

### Шпанске експедиције и колоније
Шпански истраживачи су били први Европљани који су дошли на територију данашњих САД, почевши с Кристифором Колумбом и његовом другом експедицијом која је стигла у Порторико 19. новембра 1493. Први Европљанин чије је присуство било потврђено на територији континенталних САД био је шпански истраживач Хуан Понсе де Леон, који се 1513. године искрцао на обали коју је назвао Ла Флорида.
Три деценије касније шпански истраживачи су били први Европљани који су видели Апалаче, реку Мисисипи, Велики кањон и Велике равнице. Године 1540. Ернандо де Сото је предузео велику експедицију на територији данашњих САД, а исте је године Франсиско Васкез де Коронадо водио 2.000 Шпанаца и мексичких Индијанаца преко данашње границе Аризоне и Мексика те стигао до централног Канзаса. Остали важни шпански истраживачи су били Лукас Васкез де Ајљон, Панфило де Нарваез, Себастијан Визцаијно, Хуан Родригез Кабрило, Гаспар де Портола, Педро Менендез де Авилес, Алвар Нуњез Кабеза де Вака, Тристан де Луна и Орељано и Хуан де Оњате.
Након истраживача Шпанци су послали и насељенике, па је тако прво стално европско насеље на територији данашњих континенталних САД постао Сент Огастин на Флориди 1565. године, а њега су следили Санта Фе, Сан Антонио, Тусон, Сан Дијего, Лос Анђелес и Сан Франциско. Већина шпанских насеља су била дуж калифорнијске обале и реке Санта Фе у Новом Мексику.

### Енглеске и француске колоније у Северној Америци
Осим Шпаније су у 16. веку и друге европске државе покушале успоставити колоније како би настојале извући део богатства Новог света те тако изазвати њену светску доминацију. Француска је тако 1564. безуспешно покушала успоставити колонију на Флориди звану Форт Керолајн. Слично су прошли бројни покушаји да се успоставе колоније на северу, у данашњој Канади, све док 1608. није основан данашњи Квебек. Француска насеља, која ће касније бити обједињена у територију звану као Нова Француска, почела су се полако ширити на југ, а мрежа трговачких станица и мањих утврда је створила територију чије су границе били Стеновите планине на западу, Апалачи на истоку и Мексички залив на југу. Међутим, због релативно малог броја колониста, контрола Француске над тим подручјем никада није била снажна.
То није био случај с енглеским колонијама, које су почеле ницати на источној обали Северне Америке од 1607. године када је на подручју данашње Вирџиније формиран Џејмстаун. Та се колонија одржала и просперирала захваљујући узгајивању дувана, док су нешто северније, на територији познатој као Нова Енглеска почели пристизати досељеници нонконформистичких верских ставова, познатији као пуританци, а који су у Новом свету тражили верску слободу. Већа флексибилност енглеских власти према својим колонијама у односу на Француску је омогућила већи број колониста, па су тако до краја 17. века међу енглеске колоније абсборбирана мања низоземска и шведска насеља. У јужним деловима енглеских поседа је нагло ширење плантажи памука и дувана довело до потребе за радном снагом коју колонисти, чак ни уз систем тзв. уговорног ропства односно уз ангажовање кажњеника, нису били у стању задовољити. Због тога се Африке почињу увозити робови који ће бити преци данашњих Афроамериканаца.
Енглески колонисти су од самог доласка на тло Северне Америке повремено долазили у сукобе с домородачким становништвом. Иако су многа насеља колониста била уништавана, као у случају рата краља Филипа, Индијанци се у правилу нису могли на дужи рок ефикасно супротставити колонистима, делом због разједињености, делом због технолошке инфериорности, али највише због сталног прилива нових колониста.
Много озбиљнија опасност по енглеске, а касније британске колонисте, били су сукоби с Новом Француском. Они су завршени Француским и индијанским ратом, односно Седмогодишњим ратом којим је 1763. Нова Француска прешла под британску власт. Трошкови рата, односно настојање британске владе да их надокнади опорезивањем колониста, довело је до великог незадовољства у Тринаест колонија које ће 1775. године ескалирати у оружани сукоб с матицом земљом.

## Стварање и прве године САД
Када је оружани сукоб избио 1775. године, колонисти су се испочетка само намеравали ослободити пореза. Међутим, радикална фракција на челу с Томасом Џеферсоном, инспирисана просветитељским идеалима, је закључила да се америчке колоније могу трајно решити неправде из матице земље једино ако постану потпуно независне. Те замисли су свој израз нашле на Другом континенталном конгресу у Филаделфији где је 4. јула 1776. донесена Декларација о независности САД. Њиме се тринаест колонија прогласило независним од Велике Британије и склопило ад хоц савез који ће бити познат као Сједињене Америчке Државе.
Амерички рат за независност младе нације није ишао добро по колонисте све до победе над британском војском у бици код Саратоге 1777. године. То је подстакло Француску да призна америчку независност и 1778. године и да отворено помаже америчке колонисте новцем, оружјем и експедиционим корпусом. Касније су се Француској прикључиле Шпанија (1779) и Низоземска (1780). Суочена с коалицијом европских сила, Британија се врло брзо нашла исцрпљена, а демократске идеје колониста су изазивале симпатије код либералне британске јавности и политичара. Коначни ударац је дошао када су француске и америчке снаге 1781. у бици код Јорктауна натерале велику британску војску под лордом Корнволисом на предају. Следеће године је потписано примирје, а 1783. у Паризу мировни уговор којим је Британија признала независност САД.
Завршетак рата је, пак, у многим колонијама - чије су привреде профитирале од рата - довео до нагле економске кризе, али и бујања незадовољства, па и оружаних побуна. Истовремено се показало како конфедерално уређење тринаест колонија није ефикасно, те су се јавиле идеје како би требало да се створи ново, чвршће уређење. Те су идеје формулисане у Федералистичким списима, а усвојене су на Уставној конвенцији у Филаделфији 1787. када је одлучено да САД постану федерација те донесен Устав, који је и данас на снази. Први федерални органи темељени на Уставу су почели с радом у пролеће 1789. године.

## Територијална експанзија САД
Прве деценије постојања САД као федералне државе је означила територијална експанзија у Северној Америци којој су погодовали разни фактори, као што је слаба насељеност тих простора, односно и слабост или незаинтересираност европских колонијалних сила да над њима одржавају суверенитет.
На самом почетку том је процесу изузетно допринела Француска револуција, односно ратови који су је изазвали у Европи, те тиме ресурсе и пажњу тамошњих сила скренуле са Северне Америке. У самим САД је француска револуција изазвала поделу између радикалних ветерана револуције који су подржавали Француску те конзервативаца који су држали да након изборене независност нема смисла кварити односе с Великом Британијом. Крајем 1790-их су превагу имали конзервативци што је довело до краткотрајног поморског рата с револуционарном Француском (1798—1800). Међутим, након 1800. превагу поновно добијају Џеферсонови радикали организовани у Демократско-републиканску странку.
То је довело до поступно кварења односа с Британијом и поновног приближавања Француској, која је, пак, 1803. године знаменитом продајом Луизијане проширила територију САД све до Стеновитих планина. Године 1812. су САД, користећи заузетост Британије Наполеонским ратовима, покушале освојити Канаду. Тај покушај није успео и резултовао је англо-америчким ратом након кога су цементиране предратне границе.
Иако међу силама победницама, Шпанија је била тако исцрпљена Наполеоновим ратовима да након њиховог завршетка није била у стању држати под контролом своју колонијалну империју у Америкама, где се такође јављају покрети за независност. Године 1819. Шпанија је тако предала САД Флориду, а нешто касније је на западним границама континенталних САД Нову Шпанију заменио независни Мексико.
Америчкој територијалној експанзији је у том периоду снажан подстицај дала чињеница да су САД још увек биле претежно рурална и на пољопривреду оријентисана нација, као и да је миграција на слабо насељени, а ресурсима богати Запад служила као исдувни вентил за социјално незадовољство. Глад за новом земљом је био разлог све учесталијих сукоба с индијанским племенима, као и насилног протеривања Индијанаца на подручја западно од реке Мисисипи 1830. године.
Део америчких колониста се почео насељавати и на простор под номиналном мексичком влашћу, укључујући подручје данашњег Тексаса. Године 1836. тамошњи насељеници су отпочели побуну против Мексика, и након кратког рата прогласили независну Републику Тексас.
Ширење САД на Запад, које се од 1845. године везано уз идеолошки концепт Манифестне судбине, је ипак с временом морало довести до сукоба са суседним државама. У случају Британске империје, која је била на врхунцу снаге, територијална присезања на пацифичку обалу су решена 1846. компромисом. У случају Мексика приступање Тексаса САД је довело до америчко-мексичког рата (1846—1847). Америчке снаге су поразиле Мексико и присилиле га да Мировним уговором у Гуаделупе Хидалгоу преда 42% територија, укључујући Калифорнију.

## Уставна криза и грађански рат
Дошавши до обале Пацифика, САД се више нису могле ширити, па се након тријумфалног рата почело постављати питање економског и политичког преуређења САД.
То се првенствено односило на све већи јаз између држава пољопривредног Југа - који је економију темељио на извозу памука и других сировина у Европу, те коме су одговарале слободна трговина и ниске царине - и држава индустријског Севера коме су одговарале високе царине и протекционизам. Сукоб је добио и идеолошку димензију, с обзиром да су на Југу већину радне снаге чинили робови.
Првих деценија постојања САД робовласничке државе су доминирале над слободним државама, али је развој индустрије као и све већи број досељеника довео до несразмееа између економске и демографске надмоћи Севера и политичке моћи Југа. Тињајући спорови су се решавали кроз низ компромиса, којима је циљ био успоставити политичку равнотежу између Севера и Југа.
Јужњачки политичари су се надали како ће се на новим територијама Запада проширити робовласништво, односно да ће се тамо створити нове робовласничке државе. Међутим, већина досељеника су били мали сиромашни фармери којима нису одговарали велике робовласничке латифундије, а робовласништву се из идеолошких разлога почео супростављати на Северу све јачи аболиционистички покрет.
Спор је с временом толико добио на интензитету да је на западним подручјима, поготово након изгласавања контроверзног Закона о Канзасу и Небраски дошло до оружаних сукоба између присталица и противника ропства. На Југу се, пак, ширило мишљење да уколико доминација робовласничких држава више није могућа унутар САД, спровести отцепљење.
Када су се незадовољни северњаци коначно ујединили под новом Републиканском странком, њихов кандидат Абрахам Линколн је 1860. победио на председничким изборима. На то је Јужна Каролина реаговала проглашењем независности, у чему ју је следило још неколико јужних држава које су се почетком 1861. ујединиле у Конфедеративне Америчке Државе.
Федерална влада је одбила признати сецесију те су на територију јужних држава остале војне инсталације, укључујући тврђаву Форт Самтер. Напад јужњачке милиције на њу је дао повод за почетак оружаног сукоба познатог као Амерички грађански рат.
Наде обе стране да ће га брзо решити у своју корист су се расплинуле. Иако је Југ на почетку бележио успехе, њима није могао компензовати бројчану и - што је још важније - индустријску премоћ Севера. Наде Конфедерације да ће је помоћи или на њеној страни оружано интервенисати Британија и Француска су се расплинуле када је 1862. Линколн посебном прокламацијом службено укинуо ропство претворивши уставни спор у рат за ослобођење робова те тако ставивши на своју страну јавност потенцијалних јужњачких савезника. Након што је Југ доживео низ великих пораза 1863. године, територија под његовом контролом се почињала смањивати да би у пролеће 1865. Конфедерација де факто престала постојати падом Ричмонда и предајом војске под генералом Лијем.
Грађански рат је не само коначно решио питање ропства, него и надмоћи федералне над влашћу појединих држава, као и створио модерни национални идентитет Американаца и многе савремене државне институције. Због тога многи историчари тај период називају Другом америчком револуцијом.

## САД као индустријска сила
Упркос великом крвопролићу и разарању, поготово на Југу, САД су из грађанског рата изашле ојачане. Главни је разлог био у томе што су ратне потребе довеле до наглог развитка индустрије, али и ширења железнице, поготово на Запад. Године 1869. трансконтинентална железница је спојила Западну и Источну обалу и тако интензивирала привредни развој.
Бруталним сламањем отпора преосталих индијанских племена на Западу до средине 1880-их, а већ раније тзв. Компромисом 1877. године и завршетком Реконструкције на Југу, отклоњене су све политичке и војне препреке претварању САД у велику индустријску силу.
Томе је значајно допринео и дотле незапамћена навала имиграната, који су, за разлику од претходних деценија, долализи из Скандинавије, јужне и источне Европе. Нови досељеници су због језичних, културних и верских баријера имали проблема уклопити се у претежно протестанску англофону руралну матицу америчке нације, те су се испочетка концентрисали у великим градовима на Истоку, служећи као јефтина радна снага и тако потпомажући све већу урбанизацију САД.
С наглим развојем индустрије се у САД почела организовати и радничка класа у прве синдикате као и раднички покрет, али он није имао толико политичког утицаја као све више растућа средња класа која ће, као и у неким другим државама, свој израз наћи у првим облицима масовне културе, али и друштвеним покретима као што су суфражеткиње и трезвењачки покрет.
Захваљујући огромним природним богатствима, али и све већем приливу људи, у САД је у другој половини 19. века било мало интереса за империјалистичку експанзију, односно стварање колонија или нових тржишта. Године 1867. од Русије је купљена Аљаска, али се све до открића злата 1896. године та територијална експанзија сматрала промашеном.
Средином 1890-их, пак, у САД почне расти бојазан да ће европске силе, које су нагло ојачале колонизацијом Азије и Африке, почети угрожавати америчку независнст и интересе. У ту сврху се у САД почео проповедати властити империјализам, који је на свој врхунац дошао у мандатима председника Макинлија и Теодора Рузвелта. Године 1896. анектирани су Хаваји, а у кратком и успешном Шпанско-америчком рату освојени Гвам, Филипини и Порторико, а Куба стављена по амерички де факто протекторат. Под америчким покровитељством се од Колумбије отцепила Панама, где је почела градња Панамског канала, довршена 1914. године.
Рузвелтово доба је такође било обележено чињеницом да више нема нових ненастањених територија које би служиле као исдувни вентил за друштвено незадовољство, односно да се САД морају суочити са све већим јазом између богатих и сиромашних. Стога су почетак 20. века обележили почеци друштвених реформи, као и увођење елемената државне интервенције у дотада доминантни модел лаиссез фаире капитализма. Ти су трендови били почеци покрета који ће касније бити назван прогресивизам.
Када је 1914. избио Први светски рат, САД су, у складу са својом традиционалном изолационистичком политиком, прогласиле неутралност. Такав став је подржавала јавност, сматрајући да ће САД најбоље профитирати ако продаје оружје и сировине зараћеним странама. Међутим, поморска блокада сила Антанте је значила да се америчка роба не може продавати Централним силама, односно да су једино силе Антанте постали купци њене робе. Што је рат био дужи, то су силе Антанте биле присиљене задуживати се у америчким банкама. На крају је код водећих америчких банкара и политичара почео превладавати став да је у америчком интересу да Антанта добије рат, јер иначе зајмови никада неће бити отплаћени.
Коначну одлуку је донео немачки неограничени подморнички рат због кога су потапани амерички трговачки бродови, али и објављивање Цимермановог телеграма којим је Немачка охрабривала Мексико да објави рат САД и тако спречи америчку интервенцију у Европи. У пролеће 1917. САД су објавиле рат Централним силама и провеле дотада незапамћену мобилизацију људских и материјалних ресурса, укључујући слање експедицијског корпуса на Западни фронт. Председник Вудро Вилсон, изабран 1916. на платформи немешања у рат, своју је одлуку настојао оправдати идеолошким разлозима, односно нужношћу младе америчке демократије да помогне Старом свету да постигне трајни мир. Иако америчке снаге нису имале одлучујућу улогу у ратним операцијама, њихов долазак у Европу је значајно ојачао морал Антанте и допринео слому Централних сила и завршетку рата 1918. године. САД се тако први пут појавила као велика светска сила, односно саучесник дипломатског процеса који је требало да успостави трајни мир у свету.

## САД као светска сила
Одмах по завршетку рата се испоставило како америчка јавност нема интереса за трајно учествовање САД на међународној сцени. Версајски мировни уговор није ратификован, а САД није постала чланица Друштва народа. Уместо тога су се САД поновно окренуле изолационизму, односно властитом развоју и интересима, за што је главни разлог било богатство нагло стечено ратом који је САД, за разлику од мање-више свих других светских сила, оставио неокрзнутим.
Рат је пре тога дао подстицај да се коначно остваре циљеви неких од реформских покрета из претходних деценија. Тако су уставним амандманима жене коначно стекле право гласа, а уставним амандманом је 1920. уведена и прохибиција производње и точења алкохолних пића на националној нивоу. За прохибицију се убрзо испоставило да представља велики промашај, с обзиром да се њоме нису могли искоренити обичаји америчког становништва везани уз конзумацију алкохола, па је потражња за илегалним алкохолом довела до масовног кријумчарења које је с временом преузео организовани криминал. Масовно кршење закона које се истовремено сматрало друштвено прихватљивим, а заједно с новостеченим просперитетом и успоном средње класе довело је и до наглих промена у друштвеном моралу и култури које су поспешили нови изуми као аутомобил и радио те нова музика која се назива jazz.
Тај период, који се често назива Бурне двадесете (енгл. Roaring Twenties), дошао је до свог краја када је на Црни четвртак у октобру 1929. године дошло до слома на њујоршкој берзи. Иза ње је следила незапамћена економска криза која ће се проширити по целом свету. У САД је она довела до наглог осиромашења великих слојева становништва и брисања многих достигнућа која су се у Бурним двадесетима узимала здраво за готово.
Године 1933. на чело САД је ступио председник Френклин Делано Рузвелт чија је администрација, по упутствима знаменитог британског економиста Џона Мејнарда Кејнса започела нови економски програм темељен на државној интервенцији у смеру повећања запослености и подстицања производње. Програм, познат под називом Њу дил, настојао је ублажити најгоре последице Велике депресије, али је опипљивије резултате почео давати тек када је 1939. године у Европи избио Други светски рат и тако војним наруџбинама дао подстицај америчкој индустрији.
САД су 1930-их, у складу с изолационистичком политиком, углавном игнорисале успон фашизма у Европи те све изгледније насилно обарање версајског поретка. Једини изузетак су били Азија и Пацифик, где је Американце забрињавала све агресивнија политика Јапана, поготово након напада на Кину 1937. године, коју је САД почео дискретно потпомагати оружјем.

#### САД у Другом светском рату
Након што је 1940. Хитлер освојио Француску, а с њоме и контролу над највећим делом Европе, Рузвелтова администрација се почела више занимати и за ту област, те је почела испоруакама оружја и опреме потпомагати Британију, а годину дана касније и СССР. Међутим, за директну војну интервенцију није постојало воље међу америчком јавношћу, иако је Рузвелт настојао испровоцирати сукоб с немачким подморницама у Атлантику. Све се променило јапанским нападом на Перл Харбор 7. децембра 1941. године, након чега је Немачка као јапански савезник објавила рат САД.
САД су коначно у потпуности мобилизисале своје људске и материјалне ресурсе. Упркос тешким поразима на Пацифику у првој половини 1942. године, Рузвелт је одолео политичком притиску и одлучио да се ти ресурси првенствено користе за пораз Немачке. Америчке снаге су се учествовале у искрцавањима у Северној Африци 1942. године, Италији 1943. године и Француској 1944. године што је коначно у мају 1945. довело до капитулације Немачке. Три месеца касније је коришћењем нуклеарног оружја Јапан присиљен на предају, чиме су се САД нашле на страни победника у Другом светском рату.

## САД као суперсила
Након успешног завршетка рата, САД су уживале место не само економски, него и политички и војнички најјаче силе света. Једини који ју је евентуално могао оспорити примат био је ратни савезник Совјетски Савез, с којим су у року од само неколико година односи толико погоршани да је отпочео период зван Хладни рат. САД се са Совјетским Савезом није борио само за примат у Европи, него и у распадајућим колонијалним империјама бивших европских сила. Американци су том сукобу дали снажну идеолошку ноту, настојећи супротстављање Совјетском Савезу оправдати борбом за демократске идеале, односно против комунизма.
Америчку политику је у то време водила и идеологија, али и економско-политички интереси за што је најбољи пример Маршалов план темељем кога је крајем 1940-их и почетком 1950-их обновљена разрушена западна Европа - релативни просперитет је тамошње становништво требало да одвуче од комунизма, али и створити и тржиште за америчке индустријске производе. САД се брзо наметнула као водећа сила тзв. Западног блока и слободног света, а као војни инструмент хегемоније 1949. установила НАТО пакт.
Сукоб са Совјетима је поступно ескалирао, али откако је 1949. године СССР добио нуклеарно оружје, настојало се избећи његово претварање у отворени оружани сукоб. Већ следеће године је тиме била вођена америчка политика у Корејском рату који је 1953. завршио пат-позицијом. Истовремено су велики напори и средства уложени у трку у наоружању, а касније и свемирску трку са Совјетским Савезом.
Антикомунизам, који је доминирао америчком политиком, нашао је свог одраза и на унутрашњем плану, где је страх од прикриврених комунистичких симпатизера и совјетских агената довео до тзв. макартистичких прогона лево оријентисаних уметника и интелектуалаца. Ти су се прогони поступно стишали тек средином 1950-их.
С друге стране је поратни период означио наставак економског успона САД, коме су битно допринеле и нове технологије, као и развитак прометне инфраструктуре те све већа доступност аутомобила широким слојевима становништва. У САД се тако, поготово за време председника Ајзенхауера ужурбано граде мотели, ауто-путеви, драјв-ин биоскопи, супермаркети и ресторани брзе хране. Уз благостање и ширење средње класе на популарну културу, али и политику све више утиче нови медиј - телевизија.
Поратни период у САД такође карактерише тзв. бејби бум, као и одрастање генерације зване бејбибумери - прве која никада није искусила сиромаштво. Она почиње стварати зачетке властите културе која ће се темељити на ембрионалном рокенролу, односно експлицитном или имплицитном одбацивању традиционалних вредности. Истовремено у САД изум контрацептивне пилуле доводи до зачетака сексуалне револуције.
Поратни период означава и јачање покрета за грађанска права, односно укидање институционалне расне дискриминације која је још увек била на снази у јужним државама САД. Иако су кораци у том смеру започети још 1940-их и интензивирани пресудом Врховног суда из 1954. године, печат му је ипак дао покрет на челу с баптистичким свештеником Мартином Лутером Кингом.
Упркос повременим унутрашњим сукобима везаним уз грађанска права, као и ескалације Хладног рата изазване победом комунистичке револуције на Куби, тај је период остао обележен економским успоном САД и драматичним порастом благостања. Међутим, осећај оптимизма је брутално угашен по америчку јавност изузетно трауматичним убиством председника Џона Ф. Кенедија 22. новембра 1963.

## Друштвени немири, Вијетнамски рат и економска криза
Кенедија је наследио његов потпредседник Линдон Б. Џонсон, који је на изборима 1964. добио плебисцитарну подршку за амбициозни пројекат друштвених реформи познат као Велико друштво. Под Џонсоновим вођством су изгласанеи кључни закони о укидању расне сегрегације, а такође започет цели низ мера који је за циљ имао искоријевање сиромаштва у САД, односно стварање државе благостања налик на европске социјалдемокрације.
Тај је амбициозни план покварила ескалација Вијетнамског рата који је покренуо Кенеди, али који је управо у доба Џонсона кренуо тако лоше да је изискивао директну америчку војну интервенцију. Међутим, ни све већи број америчких трупа у Јужном Вијетнаму није могао донети јасну војну победу. С временом су трошкови рата довели до кресања буџетских средстава за многе од Џонсонових амбициозних социјалних програма.
Вијетнамски је рат испочетка био популаран, али се након неколико година против њега почела бунити највише млада генерација бејбибумера, поготово младићи којима је претила регрутација и који нису хтели напустити лагодан живот збох ратовања у џунглама. Незадовољство ратом се с временом претворило у незадовољство државом и свим друштвеним институцијама те покрета који је за циљ имао радикалну преобразбу америчког друштва, било кроз контракултуру било кроз разне радикалне покрете екстремне левице. Истовремено је незадовољство резултатима Великог друштва у довело до радикализације млађег дела црначког становништва, те се од средине 1960-их бележе велики расни нереди.
Војни неуспеси у Вијетнаму и улични нереди су кулминирали 1968. године када је дискредитованог Џонсона заменио нови председник Ричард М. Никсон, изабран под паролом часног мира у Вијетнаму те довођења закона и реда на америчке улице. Иако се рат наставио, па чак и ескалирао америчким упадом у Камбоџу 1970. године, Никсон је политиком тзв. „вијетнамизације“ поступно почео смањивати број америчких трупа у Вијетнаму а почетком 1973. је створио услове за примирје након кога су се америчке трупе потпуно повукле оставивши Јужни Вијетнам својим локалним савезницима. Никсон је нешто раније својим историјским путовањем у НР Кину настојао створити дипломатске услове за детант са Совјетским Савезом, који је управо у то доба досегао врхунац.
Поступним смиривањем рата се поступно јењавали и нереди на америчким улицама. Иако најрадикалнији захтеви бејбибумера нису испуњени, под њиховим су утицајем у многим сферама америчког живота завладали либерални ставови, па се крајем 1960-их и почетком 1970-их бележе пројекти афирмативне акције, феминизам другог таласа у медијима и управи, легализација хомосексуалности и порнографије. С друге је стране у многим од великих градова дошло до дотада незапамћене експлозије криминала.
Упркос непријатељству бејбибумера, Никсон је године 1972. победио на председничким изборима. Међутим, за време кампање су његови људи починили низ илегалних радњи чије је објелодањивање изазвало скандал зван афера Вотергејт. Председников ауторитет се брзо истопио, а године 1973. је нафтни шок довео до највеће економске кризе од времена Велике депресије. Суочен с могућношћу опозива, Никсон је године 1974. поднео оставку, а велики број Американаца на дужи рок изгубио поверење у свој политички систем.
Економска криза се наставила и под Никсоновим наследником Фордом, чији је кратки мандат обележио и слом Јужног Вијетнама, односно коначни амерички пораз у Вијетнамском рату - односно први недвосмислени пораз у америчкој историји. Наде да ће понижења престати с новим председником Картером су се брзо угасиле. Економска криза се наставила у досада незамапћеном облику званом стагфлација, а САД су добиле тежак ударац када је у Иранској револуцији збачен њихов стратешки савезник. Након тога је следило понижење када су студенти у Техерану заузели америчку амбасаду и особље узели за таоце. Крајем 1979. су Совјети, користећи америчку слабост, извршили инвазију Авганистана. Тај низ понижења је на изборима 1980. многе Американце натерао да се одбаце либерализам претходних деценија те да се врате конзервативизму оличеном у Роналду Регану.

## САД као победник Хладног рата
Избор Роналда Регана за председника 1980. године представљао је радикални заокрет како у спољној, тако и унутрашњој политици САД.
На спољном плану Реган је одбацио политику детанта својих претходника и заузео оштар курс према Совјетском Савезу и његовим савезницима, чиме је поновно започео Хладни рат. Повећани су издаци за одбрану, а пројекти попут Стратешке одбрамбене иницијативе познате као Ратови звезда су за циљ имали поновно покренути трку у наоружању и економски исцрпити Совјетски Савез. Поред тога су се подржавали авганистански муџахедини у рату против Совјета, антикомунистички настројени никарагвански контраши као и антикомунистички настројени покрети у Источној Европи попут пољске Солидарности. САД су током овог периода тајно подржавале Ирак Садама Хусеина у Ирачко-иранском рату да би зауставили исламистички Иран, али су такође сарађивале и са самим Ираном коме су продавале оружје, а новац од продаје оружја пребацивали никарагванској десничарској Контри. Интензивирање антисовјетске реторике је многе, по први пут након 1960-их, уверило да је неизбежан Трећи светски рат.
Тако оштра спољна политика је, пак, коинцидирала с радикалним одбацивањем кејнзијанске економске политике, односно кресањем социјалних издатака, али и радикалним смањењем пореза. Реган је сматрао како се САД из економске кризе може извући једино ако приватни сектор не буде оптерећен државним давањима, што би с временом довело до смањења незапослености, а самим тиме и повећања општег просперитета. Тај програм, зван Реганомика, до средине 1980-их је довео до краја економске кризе.
Истовремено с економским трендовима су се од 1980-их у САД бележили и дотада незабележени културни трендови, који су се првенствено одражавали кроз повратак друштвеног конзервативизма, али и јачање протестантског фундаментализма који је, користећи нове медије као телевизија, односно телевизијске проповеднике стекао снажан политички утицај. Ти су се трендови највише могли приметити код бејбибумера од којих су многи напустили радикалне идеје своје младости како би пригрлили или верски конзервативизам или безочни материјализам кога је инкарнирала нова супкултура јапија.
Побољшање економске ситуације, али и поновни успон националног поноса након успешне инвазије Гренаде 1983. године и лосанђелеске Олимпијских игара 1984. омогућила је Регану да победи на председничким изборима. Иако је задржао оштар антикомунистички и антисовјетски став, Реган је долазак Горбачова на власт у Совјетском Савезу и почетак политичких реформи званих перестројка исправно протумачио као знак слабости код свог противника. Међутим, уместо да појача притисак, Реган је исправно закључио да би одмрзавање односа са Совјетским Савезом омогућило да се царство зла сруши мирним путем, односно изнутра. Таква је политика своје оправдање добила 1989. године када се срушио Берлински зид, а потом распао Источни блок, а две године касније и сам СССР.
Смиривање Хладног рата, односно све извеснија америчка победа је фокус пажње Американаца почела враћати на унутрашња питања. Стални пораст криминала је 1980-их добио нови подстицај појавом нове дроге зване крек, на што су власти, сада вођене конзервативном идеологијом и принципима закона и реда одговориле оштром политиком градње нових затвора, строжим казнама и контроверзним ратом против дроге.
Пред крај 1980-их је у САД, као својеврсна реакција на јачање верске деснице, нови подстицај добио и феминистички покрет, а захваљујући епидемији сиде и покрет за права хомосексуалаца. Захваљујући њима се у амерички јавни живот, између осталог, почео увлачити концепт тзв. политичке коректности.
Популарног Регана је 1988. године заменио његов дотад углавном потцењени потпредседник Џорџ Х. В. Буш. Фокус његове пажње је била углавном спољна политика, односно осигурање да САД све изгледнију победу у Хладном рату постигну са што мање трошкова и проблема. Главни извор напетости више није био СССР него Трећи свет. Године 1989. је америчком војном интервенцијом у Панами свргнут Мануел Норијега, а покушај Садама Хусеина да Ираку припоји нафтом богати Кувајт је године 1991. довео до Заливског рата. У њему су САД постигле војнички тријумф чиме су из колективне меморије привремено избрисане трауме Вијетнама те створен мит о америчкој непобедивости и војној свемоћи на којој ће се темељити свет после Хладног рата.

## САД у пост-хладноратовском свету
Завршетак Хладног рата је САД учинио једином светском суперсилом чију хегемонију на војном, економском и политичком плану нико није могао, барем на краћи рок, довести у питање. Стога се од 1992. године пажња америчке политике и јавности оријентисала првенствено на унутрашња питања.
То је највише погодовало генерацији бејбибумера, поготово њеном делу који је сматрао да је дошао тренутак да САД, неоптерећена спољнополитичким проблемима, проведе многе од радикалних друштвених реформи и идеја за које се њихова генерација борила 1960-их. Таква су настојања своје оличење нашле у Билу Клинтону који је у друштвеним питањима подржавао идеализам бејбибумера, али је у економским питањима био веран тековинама Реганове револуције 1980-их.
Победа Клинтона на изборима 1992. године је, пак, новог председника одмах довела у оштар сукоб с представницима конзервативне деснице која је ојачала 1980-их, а која је свој израз нашла у све већој поларизацији америчке јавности, односно стварању чврсте базе Републиканске странке у руралној унутрашњости САД. Либерална Америка је, пак, своје упориште нашла на Источној и Западној обали, створивши идеолошку поделу која траје и данас. Њој је допринос дала и развој нових медија - док су либерали почели доминирати традиционалним медијима као новине и телевизија, конзервативци су стекли доминацију над радијским ток шоуовима. И једнима и другима је доста помогао развој интернета који је потпуно изменио америчку привреду, културу и политику.
Клинтонова спољна политика је била оријентисана на очување монопола САД као једине светске суперсиле, при чему су оружане снаге биле од мањег значаја. Тако од 1993. траје кресање издатака за одбрану и смањење оружаних снага, чиме је америчка влада настојала уштедети средства за привредни и друштвени развој. Темељ америчке војне стратегије су кратки и једноставни, тзв. хуманитарни ратови који су се водили под мотивом спашавања разних етничких група од глади и геноцида, а где је темељ деловања било Америчко ратно ваздухопловство и копнене снаге америчких савезника на терену. Тај је концепт, уведен након фијаска у Сомалији 1993. години, с успехом употребљен у Босна и Херцеговини 1995. и на Косову 1999. године, те у почетним фазама рата у Авганистану 2001.
САД су своју доминацију настојале више економским путем, при чему је САД погодовало то што су њихови највећи економски конкуренти - Јапан и Немачка - од почетка 1990-их погођени економском кризом, што са САД није био случај. Темељ америчког економског успона било је агресивно промовисање глобализације као решење свих економских проблема, односно настојање да се свим државама у свету наметну начело слободног тржишта што је тада погодовало америчкој привреди. 1990-их је снажан подстицај америчкој привреди дао и Интернет, односно стварање фирми које су користиле ту нову технологију за промоцију својих роба и услуга. Надмоћ америчке економије и њеног модела се најбоље видела за време азијске економске кризе 1998. године која је САД оставила нетакнуту. Клинтонов друштвено-економски модел је свој идеолошки подстицај добио доласком на власт Тоније Блера у Великој Британији, који је тој идеологији дао назив Трећи пут.
САД су до краја 1990-их уживали не само економској и политичкој, него и у културној хегемонији над светом, чему је изузетан допринос дао Холивуд, као и други елементи америчке индустрије забаве као МТВ. САД под младоликим и модерним Клинтоном виђена као решење свих светских проблема, односно најбоље могуће остварење тада популарне тезе Френсиса Фукујаме о крају историје.
Клинтон, с друге стране, никада у САД није уживао такву популарност као у остатку света. Разлог је био низ грешака које је учинио у првим годинама мандата, када је на себе навукао бес конзервативаца. Он је за последице прво имао дебакл покушаја да се уведе здравствено осигурање, а потом тзв. Републиканску револуцију 1994. године којом су републиканци добили контролу над Конгресом. Клинтон је због тога у многим својим политичким ставовима скренуо удесно и тако добио изборе 1996. године. Међутим, анимозитет републиканаца је остао и ескалирао приликом афере Луински 1998. године када умало није био смењен с положаја. Иако је Клинтон преживео то искушење, са собом је до краја мандата вукао сену тог и низа других скандала, који ће дубоко поделити америчку нацију.
Још пре краја Клинтоновог мандата је тзв. дот ком колапс показао да су темељи америчке економске супремације далеко крхкији него што се мислило. Председнички избори 2000. године, а поготово њихов тесан резултат и контроверзе око резултата на Флориди, су у остатку света показали несавршеност америчке демократије.
Коначни ударац ери неприкосновене америчке хегемоније је дошао с нападима 11. септембра који су показали да су САД изузетно рањиве на савремени међународни тероризам. Ти су напади за последицу имали глобалну економску рецесију, а САД натерале да започну изузетно скупи, контроверзни, а с протоком времена све непопуларнији рат против тероризма.
Настојање САД да очувају статус суперсиле је свој изражај довео у много агресивнијој спољној политици председника Џорџа В. Буша, чија су мета постали проблематични режими и државе попут Хусеиновог Ирака. Настојећи у корену сасећи сваки изазов америчкој супремацији, Буш је покренуо рат против Ирака који је довео до дуготрајне, скупе окупације која се претворила у још скупљи, контроверзнији и све мање популарни герилски рат. У САД, а и у свету, се јавио снажан антиратни покрет. Буш је успео преживети председничке изборе 2004. године, али је неадекватни одговор његове владе на ураган Катрина 2005. године с временом довео до губитка републиканске већине у Конгресу.
САД су ратом у Ираку морално, материјално и финансијски исцрпљене, а углед који је постојао након Хладног рата нестао. Економску, а с временом и политичку доминацију, све више угрожава енергетска и финансијска криза, као и изазов нових економских сила као што је Кина. Године 2008, у јеку глобалне економске рецесије, Барак Обама је као први Афроамериканац изабран за председника. Велике реформе здравствене заштите и финансијског система су усвојене две године касније. У нападу америчких специјалаца у Пакистану убијен је Осама бин Ладен. Рат у Ираку је званично окончан повлачењем преосталих америчких трупа из земље у децембру 2011. године.